# Estação de Mikawa-miya
Estação de Mikawa-miya (三河三谷駅 Mikawa-miya-eki?) é uma estação de trem na cidade de Gamagori, província de Aichi.
Passam por ela as Linha principal Tōkaidō.

## História
A estação foi inaugurada em 3 de julho de 1929.

## Plataformas
Uma estação terrestre com duas plataformas laterais e duas linhas. Existe uma linha média (linha de abrigo) entre as linhas principais superior e inferior.
| Plataformas | Linha                   | Direção | Destino                         |
| ----------- | ----------------------- | ------- | ------------------------------- |
| 1           | Linha principal Tōkaidō | Descer  | Para Okazaki [ja] e Nagoya      |
| 2           | Linha principal Tōkaidō | Subida  | Para Toyohashi e Hamamatsu [ja] |

## Instalações ao redor da estação
- Estrada nacional 23 [ja]
- Mitani Onsen [ja]
- Escola secundária de pesca da Prefeitura de Aichi Mitani [ja]
- Escola Primária Municipal Mitani Gamagori [ja]
- Gamagori Shinkin Bank [ja] Mitani Branch
- Aichi Central Credit Union [ja] Mitani Branch
- Miya Post Office
- Gamagori Hotel